# UCI Cyclo-Cross Team
UCI Cyclo-Cross Teams (engl., dt.: UCI Cyclocross-Mannschaften) sind Radsportteams, die an Cyclocross-Wettbewerben, insbesondere – neben den Nationalteams – am Cyclocross-Weltcup teilnehmen.

## Fahrer und Fahrerinnen
Die UCI Cyclo-Cross Teams bestehen aus männlichen und weiblichen Radrennfahrern, die allerdings an den jeweiligen Wettbewerben getrennt teilnehmen.
Die Fahrer und Fahrerinnen der UCI Cyclo-Cross Teams sind an die Teams vertraglich gebunden, aber nicht notwendigerweise Berufssportler, da es insbesondere kein durch die UCI festgelegtes Mindesteinkommen gibt. Eine vertragliche Vergütung – auch auf professionellem Niveau – darf aber vereinbart werden. Ein verpflichtender Modellvertrag sieht zum Schutz der Fahrer und Fahrerinnen gewisse Mindestbedingungen vor, die nicht zu deren Nachteil abgeändert werden dürfen.
Die Mindestanzahl von Fahrern und Fahrerinnen je UCI Cyclo-Cross Team beträgt drei, darunter mindestens eine Radrennfahrerin.

## Lizenzierung
Ein UCI Cyclo-Cross Team wird durch die UCI für die Zeit vom 15. August bis 1. März registriert. Dabei sind insbesondere die Hauptsponsoren, rechtlichen Vertreter und das Design der Teamkleidung mitzuteilen sowie die Fahrerverträge zu übermitteln. Die Nationalität des Teams ergibt sich aus dem Sitz der Betreiberfirma, dem sogenannten Paying Agent. Der Name des Teams ergibt sich aus dem Namen oder der Marke eines oder zweier Hauptsponsoren des Teams.

## Bedeutung
Die Registrierung als UCI Cyclo-Cross Team privilegiert das jeweilige Team bei den verschiedenen Veranstaltungen der UCI im Hinblick auf die Teilhabe an den logistischen Angeboten (Verpflegung, Raum für Technik, Zugang zu Parkplätzen etc.).
Da die Bedeutung von Teamtaktik aber nicht mit dem Straßenradsport vergleichbar ist, ist die Wahrnehmung dieser Teams in den Medien geringer als die Wahrnehmung von Straßenradsporteams, wie z. B. den UCI WorldTeams.

## UCI Cyclo-Cross Professional Teams
Eine Besonderheit stellen die UCI Professional Cyclo-Cross Teams dar. Diese Teamkategorie wurde durch die UCI im Januar 2020 eingeführt. Sie soll die Sichtbarkeit der Mannschaften im Hinblick auf die Sponsoren erhöhen. Hierzu dürfen diese Teams als solche ab 2021 auch an internationalen Straßenwettbewerben nach den für UCI Continental Teams geltenden Regeln teilnehmen.
Es ergeben sich folgende Unterschiede zu den UCI Cyclo-Cross Teams:
- Die Mindestanzahl der Aktiven beträgt 10, darunter entweder 10 Radrennfahrer oder 8 Radrennfahrerinnen. Die Maximalanzahl an Aktiven beträgt 16.
- Die Nationalität des Teams ergibt sich aus der Nationalität der Mehrzahl der Aktiven.
- Die Registrierung erfolgt für ein Jahr jeweils ab dem 15. August.
- Bei der Registrierung ist eine Bankgarantie zur Sicherung der Gehälter vorzuweisen.
- Die nationalen Verbände können den Teams ihrer Nationalität professionellen Status geben.